# Rivière Chevalier
Pour les articles homonymes, voir Chevalier.
La rivière Chevalier est un affluent de la rivière Harricana, coulant dans les municipalités de Amos, dans la municipalité régionale de comté (MRC) de Abitibi, dans la région administrative du Abitibi-Témiscamingue, au Québec, au Canada.
La foresterie constitue la principale activité économique de ce bassin versant ; l'agriculture, en second.
Ce bassin versant est surtout desservi par la route 395 (sens est-ouest) et par la route 109
(sens nord-sud).
La surface de la rivière est habituellement gelée du début décembre à la mi-avril, toutefois la circulation sécuritaire sur la glace se fait généralement de la mi-décembre à la fin de mars.

## Géographie
Les bassins versants voisins de la rivière Chevalier sont :
- côté nord : rivière Harricana, ruisseau Thibeault, lac Gauvin, lac Beauchamp ;
- côté est : rivière Harricana, rivière Laine, rivière Vassan ;
- côté sud : rivière Harricana, ruisseau Allard, lac Figuery, rivière Villemontel ;
- côté ouest : ruisseau Trudel, rivière Villemontel.

La rivière Chevalier tire sa source à l'embouchure du Lac Dudemaine (longueur : 0,8 km ; altitude : 318 m),
situé à la limite des municipalités de Sainte-Gertrude-Manneville et Amos.
L'embouchure du lac Dudemaine est située à :
- 1,1 km au sud du Lac Beauchamp ;
- 7,6 km au sud-est du pont ferroviaire du Canadien National enjambant la rivière Harricana ;
- 8,4 km à l'ouest de l'embouchure

de la rivière Chevalier (confluence avec la rivière Harricana).
À partir de l'embouchure du lac Dudemaine, la rivière Chevalier coule sur 15,6 km selon les segments suivants :
- 3,8 km dont 1,8 km vers l'est, puis 1,6 km vers le sud, en traversant le Lac des Sources (longueur : 0,6 km ; altitude : 312 m) vers le nord-est ;
- 1,7 km vers le nord-est, jusqu'au ruisseau (venant du nord-est) ;
- 6,2 km vers l'est en serpentant jusqu'au ruisseau Richard (venant du sud) ;
- 3,9 km vers le nord-est en serpentant, puis le nord en traversant une zone de marais, puis bifurque vers l'est jusqu'à son embouchure[2]

La rivière Chevalier se déverse sur la rive ouest de la rivière Harricana à :
- 3,0 km au sud du pont ferroviaire de Amos ;
- 3,0 km au nord de l'embouchure du lac Figuery lequel est traversé par la rivière Harricana.

## Toponymie
Le toponyme rivière Chevalier a été officialisé le 5 décembre 1968 à la Commission de toponymie du Québec, soit lors de sa
fondation.